# Gsaritzen (Fraktion, Gemeinde St. Veit in Defereggen)
Gsaritzen ist eine der sechs Fraktionen der Gemeinde St. Veit in Defereggen im Bezirk Lienz (Osttirol).

## Geographie
Die Fraktion Gsaritzen liegt im Zentrum des St. Veiter Gemeindegebiets. Sie umfasst Teile die Südabhänge des Speikboden (2653 m ü. A.). Im Osten bildet teilweise der Gsaritzerbach die Grenze zur Fraktion Görtschach, wobei jedoch das Dorf Linden diesseits des Gsaritzenbachs liegt. Im Westen schließt sich die Fraktion Gritzen an Gsaritzen an. Die Fraktion Gsaritzen reicht nicht bis zum Talboden. Alle besiedelten Teile der Fraktion liegen oberhalb bzw. nördlich der Straße Görtschach, die vom Tal nach St. Veit Dorf führt.
Gsaritzen umfasst das Dorf St. Veit, die Streusiedlung Gsaritzen und die Streusiedlung Oberholz. Ebenfalls zu Gsaritzen zählen die Frözalm, die Zischkealm und die Gsaritzenalm.

## Geschichte
Den Grundstein für die Besiedlung von Gsaritzen wurde durch die mittelalterlichen Schwaigen (Urhöfe) „Schwaige auf Gsarizn“ (Grundherrschaft Amt Windisch-Matrei) und Clebinschweige (Grundherrschaft Widum) gelegt. Im Bereich dieser Schwaigen entstanden durch Neurodungen zudem die Raut im Kraß (Kros) und Raut im Holz, die dem Amt Windisch-Matrei unterstanden. Hinzu kam die Prästenraut. Gsaritzen umfasste 1869 19 Häuser und 107 Einwohner. Im Jahr 1890 wurden für Gsaritzen 20 Häuser und 103 Einwohner gezählt, die allesamt katholischen Glaubens waren. Dabei umfasste das die Fraktion Gsaritzen, das Dorf Gsaritzen mit dem Einzelhof Oberholz, die Rotte Kaas, die Rotte Porzent und den Weiler St. Veit. Bis zum Jahr 1910 schrumpfte die Bevölkerung leicht auf 147 Einwohner in 29 Häusern.
1923 lebten in der Fraktion Gsaritzen 89 Menschen in 20 Häusern. 1951 beherbergte Gsaritzen 114 Menschen in 22 Häusern. 1981 waren es noch 144 Menschen in 30 Häusern, 1991 130 Menschen in 33 Häusern. Zuletzt wurden für Gsaritzen im Jahr 2001 132 Einwohner in 37 Gebäuden sowie neun land- und forstwirtschaftliche Betriebe gezählt. Als Bestandteile der Fraktion wurden in der zweiten Hälfte des 20. Jahrhunderts dabei meist die Streusiedlungen Gsaritzen und Oberholz sowie das Dorf St. Veit genannt.